# الحجرة (القصيم)
مركز الحجرة  غرب منطقة القصيم وتبعد عن جبل امرة 6 كم وتبعد أيضا 6 كم عن الطريق الرابط مابين القصيم مكة المكرمة

## التاريخ
مركز الحجرة انشأها أبا النذور البدراني واخوانه وجماعته من السواحله من البدارين من بني عمرو وتقع بالقرب من الجبل المشهور جبل امرةوهو جبل يقع في منطقة القصيم إلى الجهة الجنوبية الغربية من الرس. في منطقة تكثر فيها الجبال الصغيرة والكبيرة.

## الموقع الجغرافي
تقع غرب منطقة القصيم وتبعد عن مدينة بريدة 144 كم وعن محافظة الرس 50 كم وتقع شمال من الشبيكية وتبعد عنها 19 كم

## المناخ
المناخ قاري صحراوي، حار جاف صيفًا بارد مُمطر شتاء، وتبلغ درجة الحرارة صيفًا 45°م، وفي الشتاء تصل 3- ما دون الصفر ومتوسط سقوط المطر 145 ملم.